# جاكوب جنسن
جاكوب جنسن (بالدنماركية: Jakob Jensen)‏ هو سياسي دانمركي، ولد في 15 نوفمبر 1858 في الدنمارك، وتوفي في 5 أكتوبر 1942 في نفس البلد. حزبياً، نشط في الحزب الاشتراكي الديمقراطي (الدنمارك). وقد انتخب عمدة Aarhus Municipality ‏ (1919 – 1932).